# Edward Mikołajczyk (brydżysta)
Edward Mikołajczyk (ur. 10 kwietnia 1937, zm. 11 grudnia 2004) – polski brydżysta, Arcymistrz.

## Rozgrywki krajowe
W rozgrywkach krajowych zdobywał następujące lokaty:
| Mistrzostwa Polski par | Mistrzostwa Polski par | Mistrzostwa Polski par | Mistrzostwa Polski par |
| Rok                    | Kategoria              | Partner                | Pozycja                |
| ---------------------- | ---------------------- | ---------------------- | ---------------------- |
| 1979                   | Open                   | Jan Zadroga            | 3                      |
| 1974                   | Open                   | Włodzimierz Tarnowski  | 1                      |

| Drużynowe mistrzostwa Polski | Drużynowe mistrzostwa Polski | Drużynowe mistrzostwa Polski |
| Sezon                        | Drużyna                      | Pozycja                      |
| ---------------------------- | ---------------------------- | ---------------------------- |
| 1972                         | MKT Łódź                     | 3                            |

## Zawody europejskie
W europejskich zawodach zdobył następujące lokaty:
| Zawody europejskie. Konkurencja par | Zawody europejskie. Konkurencja par | Zawody europejskie. Konkurencja par | Zawody europejskie. Konkurencja par | Zawody europejskie. Konkurencja par | Zawody europejskie. Konkurencja par |
| Rok                                 | Miejsce                             | Zawody                              | Kategoria                           | Partner                             | Pozycja                             |
| ----------------------------------- | ----------------------------------- | ----------------------------------- | ----------------------------------- | ----------------------------------- | ----------------------------------- |
| 1999                                | Warszawa                            | 10. Mistrzostwa Europy Par          | Seniorzy                            | Jacek Lewandowski                   | 3                                   |
| 1997                                | Haga                                | 9. Mistrzostwa Europy Par           | Seniorzy                            | Jan Czaplicki                       | 18                                  |
| 1990                                | Bordeaux                            | 1. Mistrzostwa Europy Mikstów       | Mikst                               | Anna Kowalska                       | 166                                 |

| Zawody europejskie. Konkurencja teamów | Zawody europejskie. Konkurencja teamów | Zawody europejskie. Konkurencja teamów | Zawody europejskie. Konkurencja teamów | Zawody europejskie. Konkurencja teamów | Zawody europejskie. Konkurencja teamów |
| Rok                                    | Miejsce                                | Zawody                                 | Kategoria                              | Drużyna                                | Pozycja                                |
| -------------------------------------- | -------------------------------------- | -------------------------------------- | -------------------------------------- | -------------------------------------- | -------------------------------------- |
| 1990                                   | Bordeaux                               | 1. Mistrzostwa Europy Mikstów          | Miksty                                 | Kowalska                               | 32                                     |

## Klasyfikacje brydżowe
- Edward Mikołajczyk – klasyfikacja PZBS
- Edward Mikołajczyk – klasyfikacja EBL (ang.)
- Edward Mikołajczyk – klasyfikacja WBF (ang.)